# ريك وودز
ريك وودز (بالإنجليزية: Rick Woods)‏ هو لاعب كرة قدم أمريكية أمريكي، ولد في 16 نوفمبر 1959 في بويسي في الولايات المتحدة.

## وصلات خارجية
- ريك وودز على موقع مرجع كرة القدم المحترفة.كوم (الإنجليزية)